# Acte de piraterie contre Le Ponant
L’acte de piraterie contre Le Ponant est une prise d'otages survenue en 2008 contre Le Ponant, un voilier trois-mâts de croisière de la Compagnie du Ponant, alors filiale de la CMA-CGM battant pavillon français croisant dans le golfe d'Aden. L'attaque est menée par des pirates somaliens le 4 avril 2008. Les otages sont libérés le 11 avril 2008 à la suite du versement d'une rançon. Une partie des pirates est appréhendée en territoire somalien lors d'une opération héliportée montée par la France qui permet aussi de récupérer une partie de la rançon.

## Contexte
Les actes de piraterie sont monnaie courante le long des côtes somaliennes, un pays plongé depuis plusieurs décennies dans une guerre civile qui a transformé la région en une zone de non-droit propice à la perpétration d'activités criminelles. De son côté, la France est solidement implantée dans la région, disposant d'importants moyens militaires prépositionnés à Djibouti, à l'entrée de la mer Rouge. Cet évènement est survenu alors que la commission du « livre blanc » sur la défense, qui avait pour mission de rédiger un document engageant la politique de la France dans le domaine de la défense nationale pour les 15 années à venir, devait rendre ses conclusions à l'été 2008, l'incertitude planant sur les moyens octroyés à la marine nationale dont les forces étaient jugées insuffisantes et vétustes dans les milieux de la défense,,.
Le Ponant, un voilier de luxe de 88 m de long pouvait paraître une cible de choix pour des pirates. La faible hauteur de ses œuvres mortes (la partie émergée de la coque du navire) et sa faible vitesse rendaient l'attaque plus facile pour des pirates à bord de petites embarcations rapides. Enfin, la valeur d'échange de touristes de croisière est supérieure à celle de marins.
Le navire est d'ailleurs équipé conformément à la réglementation internationale en vigueur d'un système d'alerte de sûreté du navire, système permettant d'envoyer de manière non repérable du bord, un message d'alerte.
Les caractéristiques détaillées du Ponant, comme celles d'autres navires jugés « sensibles » par les autorités françaises, avaient préalablement à la prise d'otage été collectées dans le cadre du plan Pirate Mer.

## Prise d'otage et réaction française
Le  4 avril 2008, le Ponant revient d'une croisière aux Seychelles. Il fait route vers la Méditerranée pour une nouvelle croisière, prévue du 21 au 22 avril entre l'Égypte et Malte. Depuis plusieurs nuits, il navigue tous feux éteints et l'AIS coupé pour compliquer la tâche d'éventuels pirates. À 11 h, le commandant du Ponant Patrick Marchesseau détecte un écho sur le radar et identifie aux jumelles un bateau de pêche stoppé en plein travers de sa route. Alors qu'il donne un léger coup de barre, deux embarcations rapides quittent ce bateau et s'approchent du Ponant.
À 13 h 15 (11 h 15 heure française), il est pris d'assaut à l'entrée du golfe d'Aden par une douzaine de pirates somaliens équipés de fusils AK-47 et de lance-roquettes RPG-7 à bord de ces deux embarcations. Sur le voilier se trouvent 30 personnes officiellement membres d'équipage dont 22 de nationalité française (comprenant six femmes), six philippins, une ukrainienne et un camerounais. Ils tentent dans un premier temps de résister grâce à l'emploi de lances d'incendie mais se rendent après que les pirates ont fait usage de leurs armes.  Marchesseau a le temps de diffuser  un message d'alerte de sûreté avant que le navire ne soit maîtrisé par les pirates. Le message est reçu par le Var, navire de la marine française qui patrouille dans la zone. Un navire des Forces canadiennes de la Combined Task Force-150 engagé dans la guerre contre le terrorisme, le HMCS Charlottetown, dépêche un hélicoptère qui confirme l'attaque. Le Premier ministre français François Fillon déclenche l'alerte « Pirate-Mer » et l'aviso Commandant Bouan  faisant aussi partie de la TF150 et qui navigue à quelques centaines de milles du Ponant est dérouté sur zone et restera à proximité du bateau durant tout le déroulement des opérations. Aucune rançon n'est exigée à ce moment et le voilier fait route vers le sud dans l'océan Indien le long de la côte somalienne. 

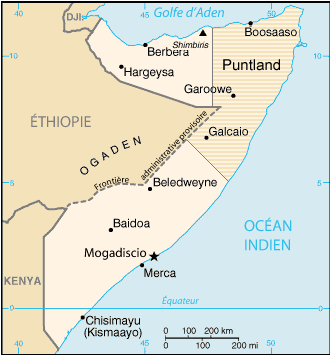
Le Puntland, État de facto indépendant au large duquel les pirates ont mouillé le Ponant.

Le 6 avril 2008, une réunion de crise se tient à l'Élysée avec le président de la République française Nicolas Sarkozy, le Premier ministre François Fillon, le ministre des Affaires étrangères Bernard Kouchner, le chef d'État-major et un représentant du ministre de la Défense Hervé Morin. Le Commandant Bouan ne disposant pas de capacité d'intervention, décision est prise d'envoyer des renforts. Un Transall parti de Djibouti parachute 18 forces spéciales de la marine (commando Hubert) qui rejoignent le bord de l'aviso. Pendant la récupération des renforts, l'un des LCVP du Var coule à la suite d'une fausse manœuvre. L'amiral Marin Gillier des commandos marine (ALFUSCO), commandant l'opération  , ainsi que le colonel Denis Favier chef du GIGN sont eux aussi largués en mer pour diriger les opérations depuis le navire Var. La frégate Jean Bart transportant d'autres commandos et le porte-hélicoptères Jeanne d'Arc, bâtiment qui navigue alors entre Madagascar et Djibouti dans le cadre de la campagne d'application des officiers de marine et est équipé d'un hôpital de campagne convergent vers le Ponant qui s'est immobilisé le 7 avril 2008 à 850 kilomètres au sud de l'endroit où il a été détourné, le long des côtes du Puntland, une région somalienne de facto indépendante, à un mille marin du village côtier de Garaad. Ce même jour, une équipe du GIGN et un autre groupe de forces spéciales de la marine sont envoyés à Djibouti pour renforcer le nombre des forces d'intervention déjà présentes ainsi que le groupe de planification des opérations travaillant sur les divers scénarios (négociations, intervention...).
Des négociations sont entamées dès le 6 avril entre l'armateur et les preneurs d'otages ; l'armateur - la  société CMA-CGM - installe une cellule de crise à Marseille et est conseillé par le GIGN et la DGSE. Les familles des 22 otages français sont reçues à l'Élysée. La situation semble toujours très tendue avec les pirates, les forces d'assaut (commando marine et GIGN) sont prêtes à intervenir. Dans le même temps l'armée française découvre l'identité des pirates : les « Somali Marines », l’un des groupes de pirates locaux les plus puissants.

## Opération Thalathine

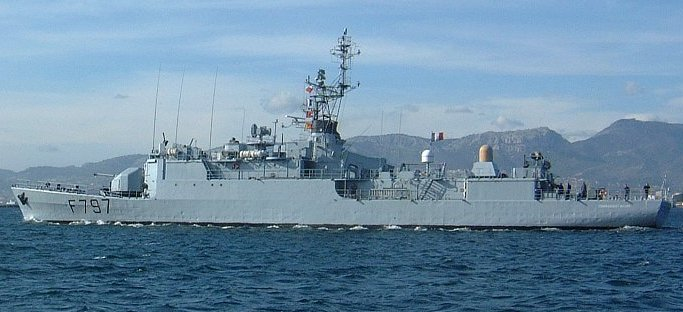
L'aviso Commandant Bouan, le premier navire français sur zone.

Le 11 avril 2008 a lieu la libération des otages. L'armateur aurait accepté le versement d'une rançon de 2,15 millions de dollars US payée par l’assurance de l’armateur, la société AIG. Deux gendarmes du GIGN et un membre du Commando Hubert procèdent à la remise de l'argent aux pirates  au cours d'une opération nommée Thalathine (qui signifie « trente » en somali, comme le nombre d'otages, nom proposé par l'amiral Gillier, arabisant). La transaction s'effectue en pleine mer entre ces trois militaires et trois des pirates. L'équipage est ensuite autorisé à quitter le Ponant à bord des embarcations de secours du navire. Après avoir fini de recompter l'argent, l'essentiel des pirates quitte le bateau et, enfin, Patrick Marchesseau, le capitaine du Ponant, est libéré et saute en mer où il est récupéré par les forces françaises. Les pirates ont profité de ce répit pour rejoindre la côte somalienne et se sont divisés en plusieurs groupes. 
Toutefois un Atlantique II français équipé de moyens de reconnaissance sophistiqués envoyé sur zone a suivi les pirates et identifie l'un de leurs 4x4 en fuite à environ dix kilomètres au nord de Garaad. Moins d'une heure après la libération des otages, l'amiral  Gillier lance un raid héliporté embarquant les commandos pour intercepter les pirates. Quatre hélicoptères opérant depuis la Jeanne d'Arc se lancent à la poursuite du véhicule. Un tireur d'élite des commandos marine équipé d'un fusil McMillan TAC-50 posté à la portière d'un hélicoptère Panther parvient à stopper le véhicule grâce à un tir de précision dans le moteur. Immédiatement, les trois autres hélicoptères, deux Alouette III et une Gazelle se posent et des membres des commandos marine Hubert appréhendent les six hommes à bord du 4x4 et récupèrent une partie (environ 5%) de la rançon. Un seul des pirates est légèrement blessé par un éclat du moteur. L'opération s'est déroulée avec l'accord du gouvernement somalien.
Les otages transférés sur la Jeanne d'Arc sont ensuite héliportés vers la base aérienne 188 Djibouti et finalement rapatriés en France le 14 avril 2008 tandis que les six pirates capturés, transférés sur le Jean Bart sont ramenés en France pour être jugés.

## Polémique sur la vétusté du matériel militaire
Bien que le bilan soit positif pour les forces françaises qui démontrent leur capacité de déploiement dans l'océan Indien, elle met aussi en lumière l'ancienneté, la vétusté et le mauvais entretien de leur matériel. Brigitte Rossigneux, journaliste au Canard enchaîné et Jean-Dominique Merchet de Libération pointent la série d'avaries ayant touché la force d'intervention. La frégate Jean Bart connaît en route un problème mécanique mais peut tout de même se rendre sur le théâtre d'intervention, les navires de la marine nationale présents sur place (Var, Commandant Bouan, Jean Bart, et Jeanne d'Arc) ont une moyenne d'âge de 27 ans. Quant à la frégate Surcouf, elle reste bloquée à Djibouti en raison d'une avarie. Pendant l'opération de capture des pirates, un avion Atlantique 2 supervisant les forces aériennes est victime d'une panne sur l'un de ses moteurs, il doit se poser en urgence au Yémen.

## Procès des pirates allegués
Âgés de 25 à 40 ans, les hommes présents à bord du 4x4 stoppé par les commandos marine sont transférés en France et incarcérés dans deux prisons de la région parisienne. Lors du procès, le ministère public requiert des peines allant de 10 à 15 ans de prison. La cour d'assises de Paris rend son verdict le 14 juin 2012. Deux des accusés sont acquittés, le chauffeur du véhicule est condamné à 4 ans de prison déjà couverts par la détention provisoire et donc libéré. Deux autres hommes reconnaissant avoir ravitaillé les pirates sont condamnés à sept années d'emprisonnement et le dernier, qui indique avoir participé à l'opération de bout en bout est condamné à dix ans de prison. 
Augustin d’Ollone, Gregory Saint Michel, Martin Pradel et Rachel Lindon, les avocats des deux acquittés, réclament une réparation pour la détention provisoire abusive de leurs clients. En novembre 2012, ils obtiennent une indemnisation de 90 000 € pour chacun au titre du « préjudice moral ».
En décembre 2014, la France est condamnée par la Cour européenne des droits de l'homme à verser des dédommagements de 2 à 5 000 € aux pirates impliqués dans l'attaque du Ponant. La Cour européenne des droits de l'Homme a condamné la France, pour avoir attendu que les suspects aient été interrogés en garde à vue, alors que la France avait l'obligation de les faire présenter à un magistrat sans délai.
En mai 2017, l'un des accusés acquittés obtient un titre de séjour, la France lui accordant la protection subsidiaire, par décision de la Cour nationale du droit d'asile.